# 梅尔勒沃内
梅尔勒沃内（法語：Merlevenez，法語發音：[mɛʁləvəne]）是法国莫尔比昂省的一个市镇，属于洛里昂区。

## 地理
梅尔勒沃内（47°44'12"N, 3°14'1"W）面积17.67 平方千米，位于法国布列塔尼大區莫尔比昂省，该省份为法国西北部沿海省份，位于布列塔尼半岛南部，北起阿摩尔滨海省、西接菲尼斯泰尔省，南濒大西洋，东南接大西洋卢瓦尔省，东临伊勒-维莱讷省。
与梅尔勒沃内接壤的市镇（或旧市镇、城区）包括：凯维尼亚克、诺斯唐、圣埃莱娜、普卢伊内克、里扬泰克、洛克米凯利克。

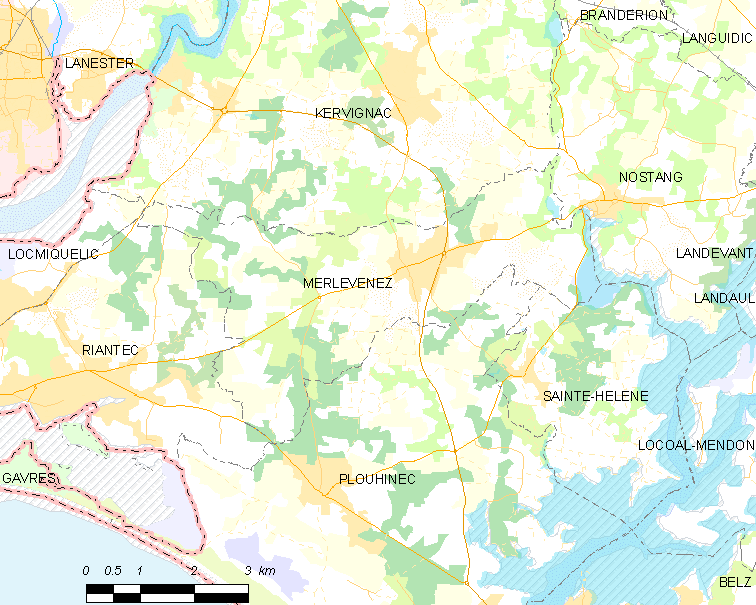
梅尔勒沃内的OSM定位图

梅尔勒沃内的时区为UTC+01:00、UTC+02:00（夏令时）。

## 行政
梅尔勒沃内的邮政编码为56700，INSEE市镇编码为56130。

## 政治
梅尔勒沃内所属的省级选区为普吕维涅县。

## 人口

1962-2008年间梅尔勒沃内人口变化图示

梅尔勒沃内于2022年1月1日时的人口数量为3191人。